# Miguel Albaladejo
Pour les articles homonymes, voir Albaladejo (homonymie).
Miguel Albaladejo, né le 20 août 1966 à Pilar de la Horadada, province d'Alicante, est un scénariste et réalisateur espagnol. 

## Filmographie partielle

### Comme réalisateur

#### Cinéma
- 1999 : Manolito Gafotas
- 1999 : Ataque verbal
- 2001 : Rencor
- 2001 : El cielo abierto
- 2004 : Le Gamin (Cachorro)
- 2006 : Volando voy
- 2009 : Nacidas para sufrir

#### Télévision
- 1998 : Ma première nuit (La primera noche de mi vida)